# Phyllodoce truncata
Phyllodoce truncata är en ringmaskart som först beskrevs av Hartmann-Schröder 1965.  Phyllodoce truncata ingår i släktet Phyllodoce och familjen Phyllodocidae. Inga underarter finns listade i Catalogue of Life.